# Shelter (film, 2007)
Pour l’article homonyme, voir Shelter.
Pour plus de détails, voir Fiche technique et Distribution.
Shelter est une comédie dramatique indépendante américaine écrite et réalisée par Jonah Markowitz, sortie en 2007.

## Synopsis
Zach, un jeune surfeur californien, a laissé tomber ses rêves (intégrer une école d'art) afin de se consacrer à sa famille — surtout son neveu Cody, dont il fait figure de père. Il ne trouve qu'un peu de réconfort que dans le surf qu'il pratique occasionnellement. 
Un jour, Shaun, le frère de son meilleur ami Gabe, est de retour en ville. Les deux hommes commencent à passer du temps ensemble, réunis par leur passion du surf, se découvrent une vraie complicité, une tendresse mutuelle, et se lient d'amitié. Ils finissent par s'engager dans une relation qui va bouleverser Zach et qui va l'obliger à faire de nouveaux choix.

## Fiche technique
- Titre original : Shelter
- Réalisation : Jonah Markowitz
- Scénario : Jonah Markowitz
- Direction artistique : Michael Fitzgerald
- Décors : Denise Hudson et Gabor Norman
- Costumes : Derek Lee
- Photographie : Joseph White
- Montage : Michael Hofacre
- Musique : J. Peter Robinson
- Parolier : Shane Mack
- Production : Paul Colichman (en), J.D. Disalvatore et Stephen P. Jarchow
- Société de production : GP Pictures et Here! Films
- Société de distribution : Here! Films, Optimale (France), Regent Releasing (en) (États-Unis)
- Pays d'origine : États-Unis
- Langue originale : anglais
- Format : couleur – 1.85 : 1 – 35 mm – Mono
- Genre : comédie dramatique
- Durée : 97 minutes
- Dates de sortie (DVD) :
  -  États-Unis : 21 mai 2008
  -  France : 15 octobre 2008

## Distribution
- Trevor Wright : Zach
- Brad Rowe : Shaun
- Tina Holmes : Jeanne
- Jackson Wurth : Cody
- Ross Thomas : Gabe
- Katie Walder : Tori
- Albert Reed : Billy
- Joy Gohri : Ellen
- Matt Bushell : Alan

## Production

### Tournage
Le film a été tourné seulement en vingt-et-un jours à San Pedro (Los Angeles) et Laguna Beach en Californie, avec une vue sur Bel Air et Malibu.

### Musique
La bande originale de Shelter est distribuée par la chaîne de télévision en Pay-Per-View  aux États-Unis, here! Tunes. Le label se concentre sur des bandes de LGBT mais accepte des soumissions de tous genres de matériel par des artistes de n'importe quelle orientation sexuelle. La musique présente, dans le film, le chanteur-compositeur originaire de Texas Shane Mack, Stewart Lewis de Boston, et Dance Yourself To Death, un groupe homosexuel de rock indé venant de Toronto.
Il existe également des clips de here! qu'on peut regarder dans heretv.com/videoplayer
1. Lie To Me - Shane Mack
2. More Than This - Shane Mack
3. Reflections - Todd Hannigan
4. Darkness Descends - Matthew Popieluch
5. No One's Home - Brett Cookingham & Matt Pavolaitis
6. Time To Time - Stewart Lewis
7. Teenage Romanticide - Dance Yourself to Death
8. What Do You Believe In - The Vengers
9. Zach Conflicted - J. Peter Robinson
10. I Like That - Shane Mack
11. Pirate Sounds - Matthew Popieluch
12. Take The Long Way Home - Shane Mack
13. Goin' Home - Bill Ferguson (en)
14. Sad Montage - J. Peter Robinson

- (en) Music in the Key of Shelter

## Sortie
La première projection du film a lieu au Festival du film Frameline de San Francisco, le 16 juin 2007. Le DVD sort le 21 mai 2008 aux États-Unis et le 15 octobre 2008 en France.

## Distinctions

### Récompenses
- 2007 : Meilleur nouveau réalisateur Jonah Markowitz au Seattle Lesbian & Gay Film Festival
- 2007 : Meilleur narrateur au Seattle Lesbian & Gay Film Festival
- 2007 : Meilleure présentation au Vancouver Queer Film Festival
- 2007 : Meilleur Acteur Trevor Wright au Tampa Gay & Lesbian Film Festival
- 2007 : Meilleur Photographe Joseph White au Tampa Gay & Lesbian Film Festival
- 2007 : Special Award pour Meilleur Réalisateur Jonah Markowitz au Festival international du film gay et lesbien de Philadelphie
- 2007 : Meilleur film au Dallas OUT TAKES
- 2007 : HBO Outstanding First Dramatic Feature Jonah Markowitz au Outfest
- 2007 : Meilleure Présentation au Melbourne Queer Film Festival
- 2009 : Prix GLAAD Media